# Anisetta

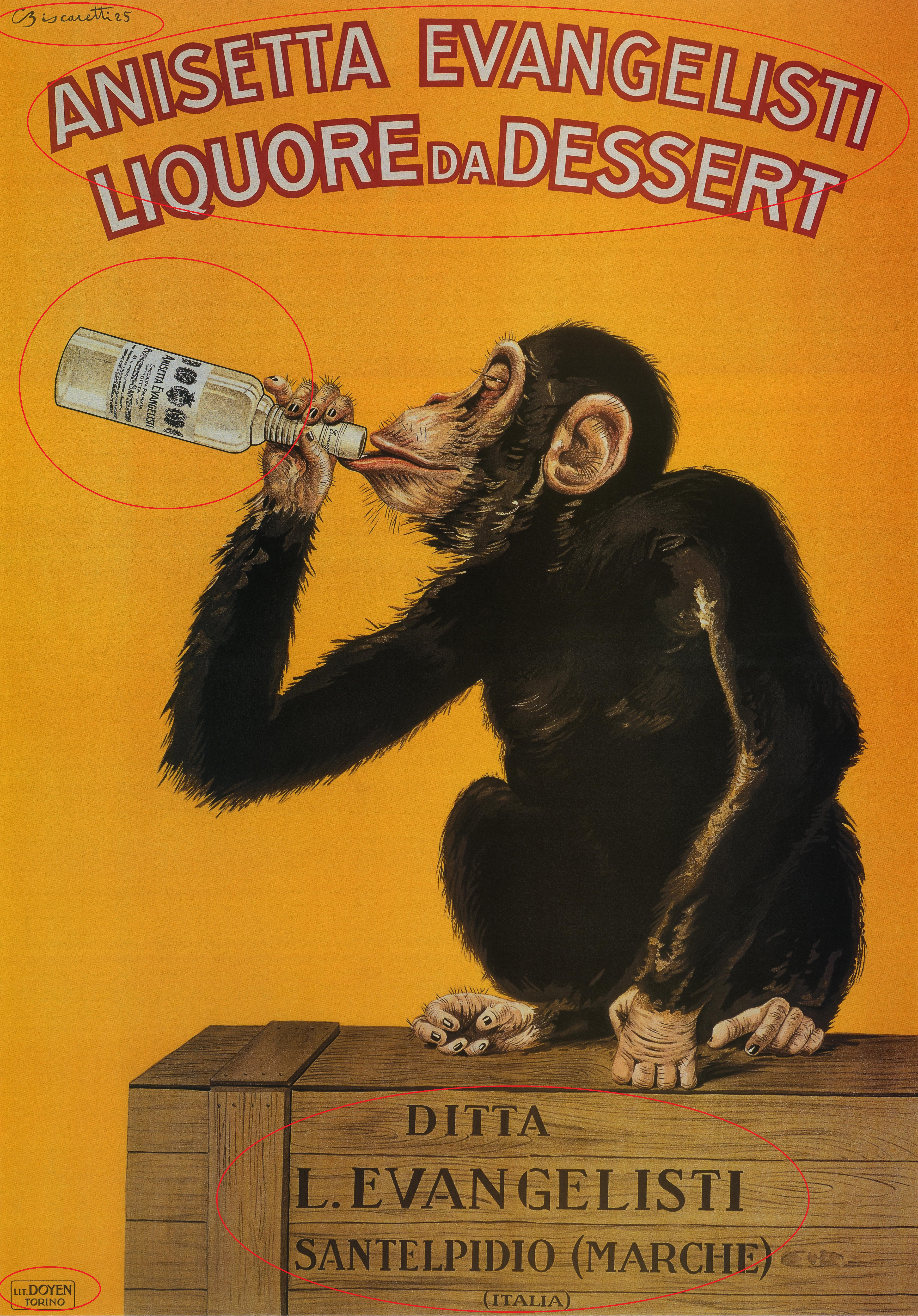
Anisetta Evangelisti

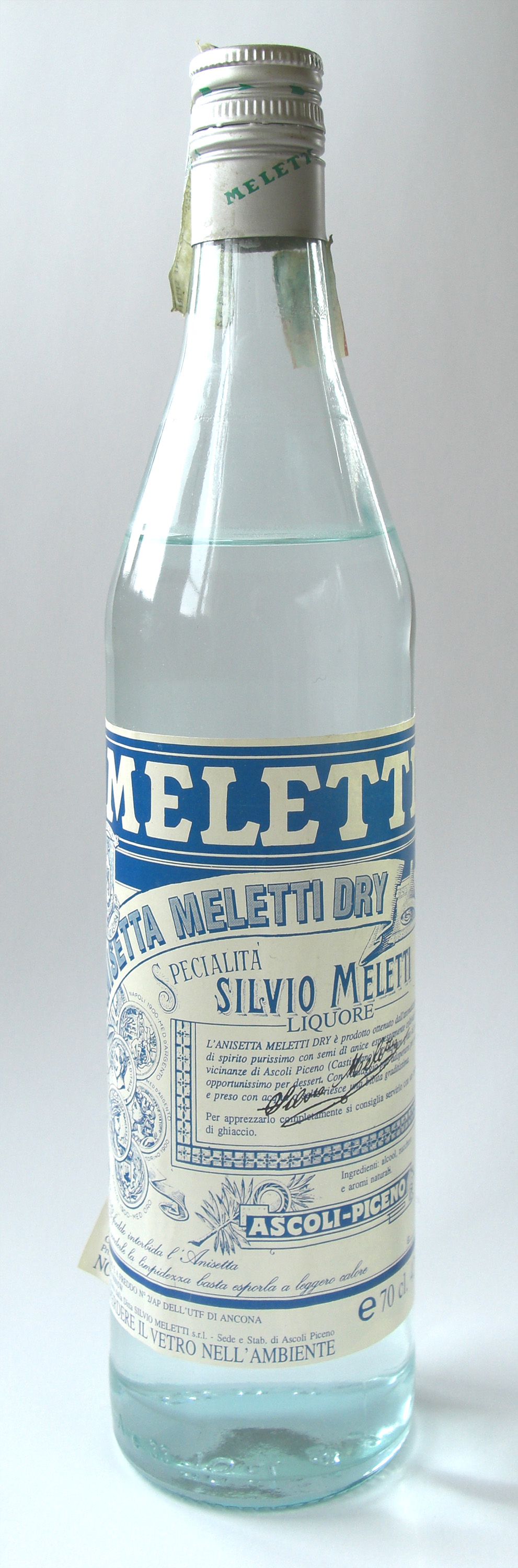
Anisetta Meletti

L'anisetta è un liquore a base di anice verde (Pimpinella anisum) e il suo nome deriva proprio dalla pianta che ne è la principale aromatizzatrice. Questa varietà appartiene alla famiglia delle Apiaceae e produce semi il cui sapore è simile a quello del finocchio con un retrogusto di menta.
Si ottiene dalla lavorazione dell'aniciato che consiste nella distillazione dell'alcool con l'aggiunta di semi di anice che cedono, attraverso il rilascio degli oli essenziali, il loro sapore. Partendo da questa base di lavorazione, con ulteriori interventi e l'aggiunta di altri ingredienti, quali lo zucchero e altri aromi naturali, si produce il liquore.
Nel sapore rassomiglia molto all'acquavite di anice, alla sambuca o al mistrà.
Nel 1830 Francesco Olivieri dell'omonima "Ditta Francesco Olivieri" a Porto San Giorgio, estrae un nuovo liquore "Anisina Olivieri Specialità Premiata" con il logo del pittore Sigismondo Nardi.

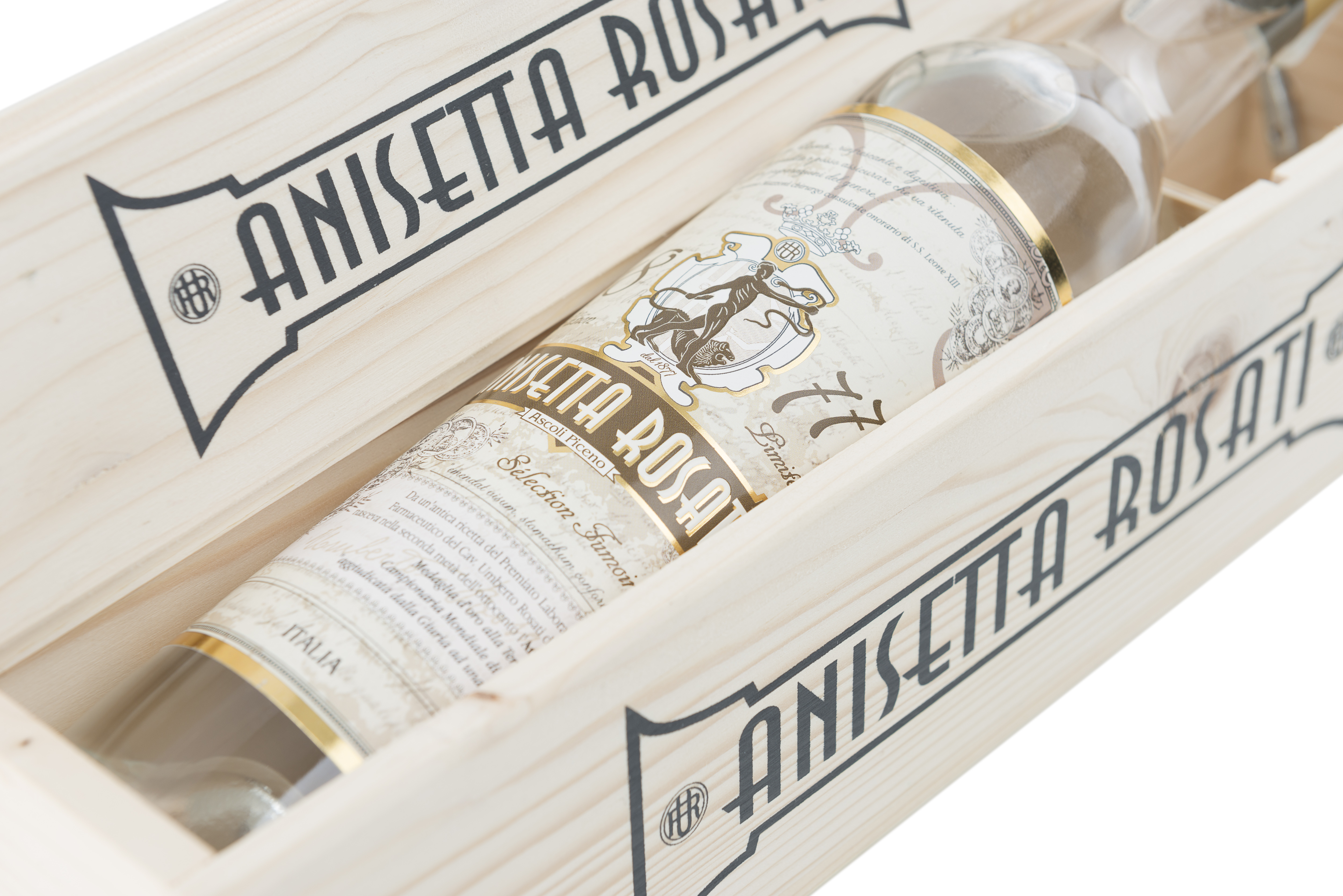
Anisetta Rosati

Umberto Rosati nel suo laboratorio farmaceutico annesso alla Premiata Farmacia Centrale di Ascoli Piceno elaborò, nella seconda metà dell'800, un distillato di semi di anice verde di Castignano (oggi presidio Slow Food) che ha dato vita alla nota Anisetta Rosati, premiata tra l'altro nel 1900 alla Terza Esposizione Campionaria Mondiale di Roma con la medaglia d'oro. Il logo storico presente nell'etichetta è stato creato dal pittore emiliano Augusto Mussini. 

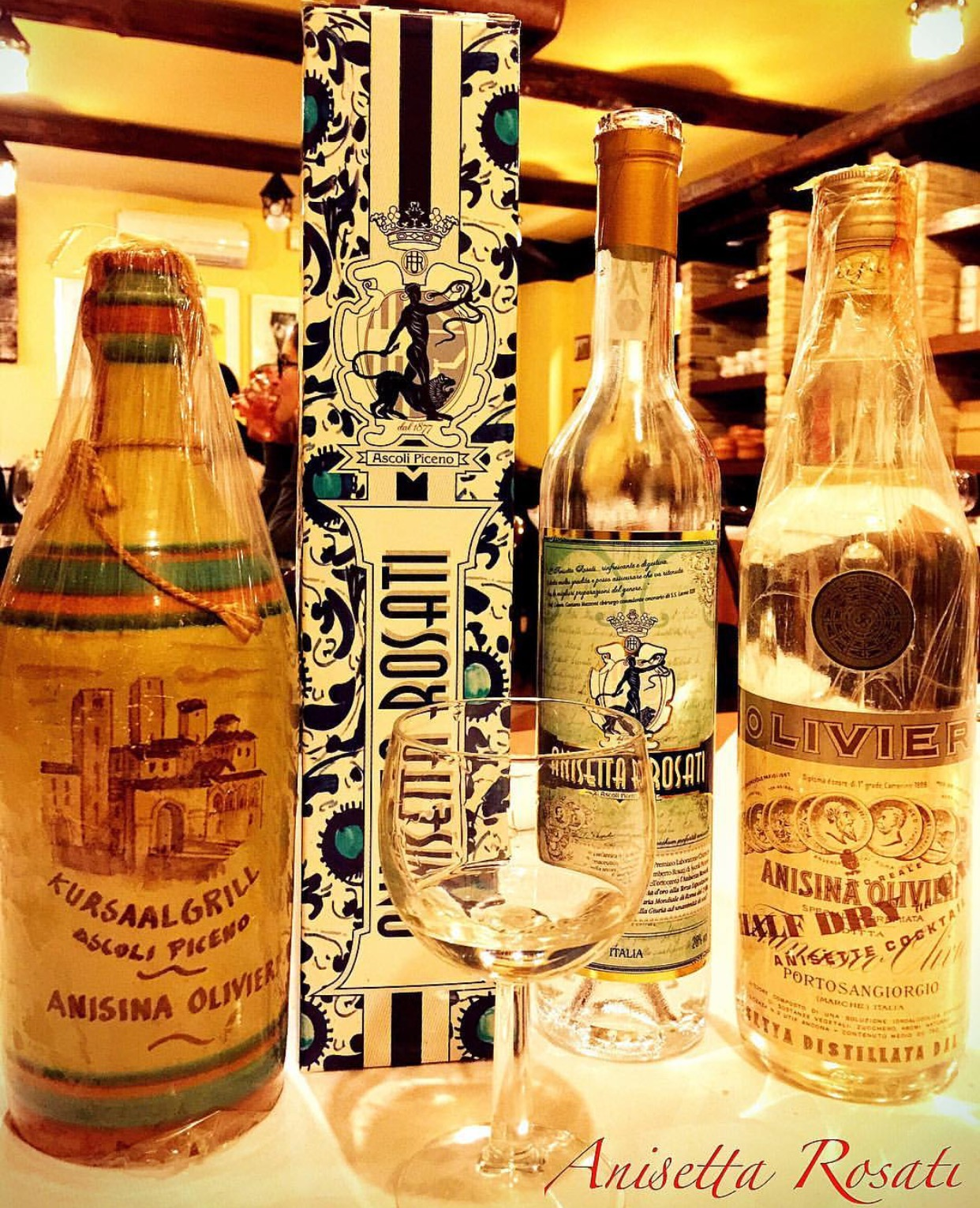
Anisetta Rosati e Anisina Olivieri

La città di Ascoli Piceno ha dato i natali all'Anisetta Meletti prodotta, dal 1870, da Silvio Meletti, poi proprietario dello storico Caffè Meletti.
Anche la città di Sant'Elpidio a Mare si vede protagonista con l'Anisetta Evangelisti, prodotta tra il 1898 e il 1985, dalla Ditta L. Evangelisti di Antonio Luca Evangelisti, il quale nel 1925 commissionò al disegnatore Carlo Biscaretti di Ruffia una pubblicità, la litografia Anisetta Evangelisti, oggi conservata in copia presso il Centro documentazione del Museo dell'automobile di Torino.
L'anisetta deve essere invecchiata in appositi contenitori di ferro per consentirle di formare “il deposito sulle pareti interne del recipiente e amalgamare i vari componenti che le conferiscono quel gusto che è inconfondibile”.
Questo sistema di produzione viene utilizzato tuttora; l'anice usato è coltivato nelle immediate vicinanze di Ascoli Piceno, in terreni argillosi.

## Modi di degustazione
L'anisetta può essere bevuta liscia o con un chicco di caffè tostato dentro il bicchiere. Un altro modo è aggiungerla, in piccole dosi, come correzione aromatica per il caffè o come "ammazzacaffè".

## Liquori simili
- Licor de anís, Spagna
- Ouzo, Grecia
- Pastis, Francia
- Marie Brizard, Francia
- Rakı, Turchia
- Arak, Medio Oriente
- Tutone, Sicilia
- Mistrà, Marche
- Assenzio, Francia
- Sambuca (Italia)

## Curiosità
Il più noto riferimento all'Anisetta Meletti si trova al capitolo 3 del romanzo di Carlo Emilio Gadda Quer pasticciaccio brutto de via Merulana in cui compare come bevanda costosa ed è presentata come un "classico".
In letteratura l'anisetta è citata pure nel romanzo L'Assommoir di Émile Zola quando Gervasia entra nell'osteria dell'Assommoir e beve anche questo liquore ("L'anisetta le sciupava lo stomaco"; parte II, capitolo X).
L'anisetta è citata anche nella letteratura cinematografica: il personaggio Johnny Ola, interpretato da Dominic Chianese, nel film Il padrino - Parte II nella scena in cui va a far visita a Michael Corleone (Al Pacino), presso la residenza di famiglia del Padrino, accetta per drink proprio un bicchiere di anisetta.
L'anisetta viene inoltre citata in due film Casinò di Martin Scorsese, dove Joe Pesci narrava infastidito il dolce far nulla dei capi mafia mentre sorseggiavano anisetta, e in Quei bravi ragazzi dove è citata nuovamente da Joe Pesci durante il primo appuntamento a 4 come liquore preferito dopo il pranzo.
L'anisetta viene altresì citata in Yuppies - I giovani di successo, film del 1986 diretto da Carlo Vanzina, e in particolare da Guido Nicheli, essendo quello il liquore preferito dalla propria amante (Cinzia De Ponti).